# Karim Saïdi
Karim Ben Ahmed Saïdi (Arabisch: كريم سعيدي) (Tunis, 24 maart 1983) is een Tunesisch voormalig profvoetballer die bij voorkeur als verdediger speelde.

## Carrière

### Als clubspeler
Karim Saïdi begon zijn carrière in zijn geboortestad bij Club Africain, vanwaar hij in 2004 naar Feyenoord trok. Bij Feyenoord maakte hij vooral in zijn beginperiode indruk en werd er onmiddellijk basisspeler, na dat eerste seizoen kwam hij er minder aan spelen toe. Met de komst van Erwin Koeman als hoofdtrainer verloor hij zijn vaste plek in de basis.
In januari 2006 ging hij op huurbasis naar US Lecce in de Serie A. In januari 2008 werd hij uitgeleend aan Sivasspor in Turkije, maar daar had hij het privé niet naar zijn zin. Hij wilde het daarna weer proberen bij Feyenoord. Toen dat niet lukte, probeerde Saïdi in augustus 2008 tevergeefs een contract af te dwingen bij FSV Mainz 05, in de 2. Bundesliga in Duitsland. In september 2008 ontbonden Feyenoord en Saidi hun contract, waarop hij in oktober 2008 terug naar zijn club van oorsprong trok, Club Africain in Tunesië.
In 2009 maakte hij de overstap naar het Franse Tours FC in de Ligue 2. Daar kreeg hij zijn carrière terug op de rails; hij dwong er een basisplaats af en werd opnieuw Tunisisch international. Na twee jaar in Tours tekende hij in juli 2011 een contract bij Lierse SK in de Jupiler Pro League In maart 2016 werd bekend dat hij voor de rest van het seizoen zou gaan uitkomen voor BVCB, uitkomend in de 2e klasse zaterdag. Daar trainde hij al mee sinds oktober 2015. Zijn verblijf eindigde al aan het einde van het seizoen, nadat Saïdi een rode kaart pakte vanwege het slaan van een tegenstander en BVCB hierdoor promotie misliep naar de Eerste Klasse. Hij zette na zijn vertrek een punt achter zijn loopbaan.

### Als Tunesisch international
Saïdi debuteerde in 2003 bij Tunesië. Hij maakte deel uit van de selectie voor de Afrika Cup 2004, een toernooi dat door Tunesië gewonnen werd. Hij werd ook geselecteerd voor de FIFA Confederations Cup 2005 en voor het WK 2006 in Duitsland. Daarna verloor hij zij plaats in het nationale elftal, mede omdat hij geen basisspeler meer was op clubniveau. In 2010 werd hij opnieuw international. Hij speelde zijn laatste interland op 17 november 2010.

## Statistieken
| Periode                          | Club          | Competitie         | Wed. | Goals |
| -------------------------------- | ------------- | ------------------ | ---- | ----- |
| 2003-2004                        | Club Africain | Nationale A        | ?    | ?     |
| 2004-2005                        | Feyenoord     | Eredivisie         | 30   | 1     |
| 2005-2006                        | Feyenoord     | Eredivisie         | 4    | 0     |
| 2005-2006                        | → US Lecce    | Serie A            | 9    | 0     |
| 2006-2007                        | Feyenoord     | Eredivisie         | 12   | 0     |
| 2007-2008                        | Feyenoord     | Eredivisie         | 0    | 0     |
| 2007-2008                        | → Sivasspor   | Süper Lig          | 13   | 0     |
| 2008-2009                        | Club Africain | Nationale A        | 5    | 0     |
| 2009-2010                        | Tours FC      | Ligue 2            | 18   | 0     |
| 2010-2011                        | Tours FC      | Ligue 2            | 32   | 2     |
| 2011-2012                        | Lierse SK     | Jupiler Pro League | 30   | 1     |
| 2012-2013                        | Lierse SK     | Jupiler Pro League | 18   | 0     |
| 2013-2014                        | Lierse SK     | Jupiler Pro League | 16   | 1     |
| Totaal                           | Totaal        | Totaal             | 182  | 5     |
| laatst bijgewerkt op 01-09-2012. |               |                    |      |       |

| seizoen                       | club      | competitie       | wed. | goals |
| ----------------------------- | --------- | ---------------- | ---- | ----- |
| 2004-2005                     | Feyenoord | UEFA Cup 2004/05 | 5    | 0     |
| 2006-2007                     | Feyenoord | UEFA Cup 2006/07 | 3    | 0     |
| Totaal                        | Totaal    | Totaal           | 8    | 0     |
| laatst bijgewerkt 08 jul 2011 |           |                  |      |       |